# Tectoy
Tectoy (anteriormente grafada como Tec Toy) é uma empresa brasileira de equipamentos eletrônicos de consumo, conhecida principalmente por seu trabalho no desenvolvimento e comercialização de consoles e jogos eletrônicos.
Fundada em 18 de setembro de 1987, por Daniel Dazcal, seu objetivo inicial era a fabricação de brinquedos de alta tecnologia, um mercado até então pouco explorado no Brasil. Durante os primeiros anos, a parceria com a Sega, empresa japonesa de jogos e consoles, conduziu seu crescimento com a popularidade do Master System e do Mega Drive no país.
Depois de conquistar 75% do mercado de jogos eletrônicos no Brasil e faturar 115 milhões de dólares em 1994, sua linha de produtos começou a presenciar um desaquecimento nas vendas. Além disso, a crise asiática, em 1997, prejudicou taxas de juros e influenciou nos compromissos financeiros da empresa. Os dois fatores fizeram com que a Tectoy entrasse em concordata em dezembro daquele ano.
Apenas em outubro de 2000, com o fim do processo, conseguiu iniciar a retomada gradual de seu faturamento. Foi também nessa época que reposicionou-se como companhia de entretenimento. A mudança veio acompanhada de novas linhas de produtos, como aparelhos de videokê e DVDs.
Em 2005, criou um estúdio de desenvolvimento de jogos, Tectoy Digital, focado em plataformas móveis. Em 2009, o Zeebo, seu primeiro console independente, desenvolvido em parceria com a Qualcomm, foi lançado em mercados emergentes (e descontinuado em 2011). Desde então, a Tectoy está focada na ampliação de linha de eletrônicos oferecidos e no retorno à lucratividade nas operações.
Em 2021, o Tectoy Legends Core, seu segundo console independente, foi anunciado em parceria com a americana AtGames. O console é focado em streaming e conta com 100 jogos pré-instalados.

## História

### 1987–97: Origens e sucesso com a Sega

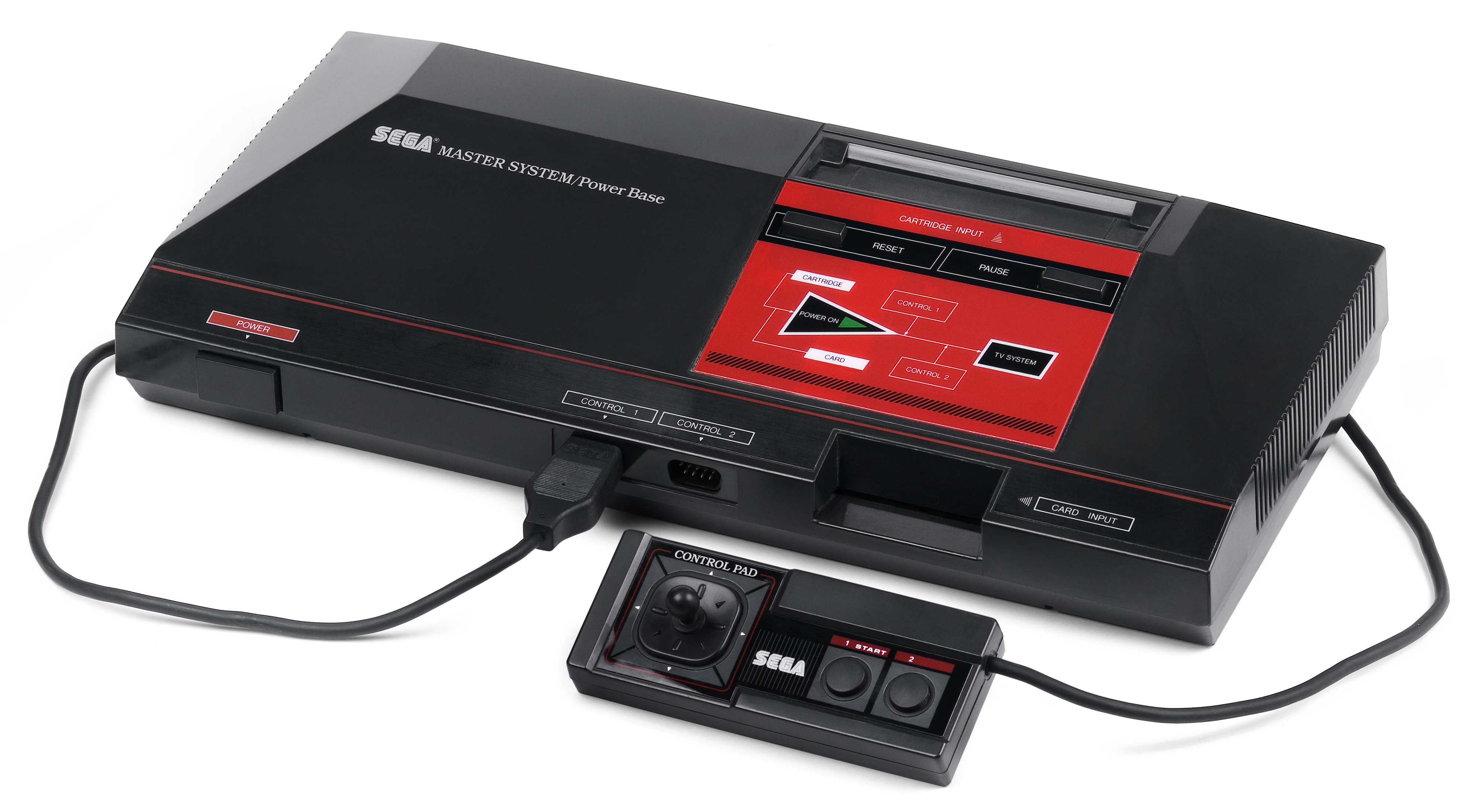
Lançado em setembro de 1989, o Master System foi o primeiro console da Sega produzido pela Tectoy.

Na metade da década de 1980, muitas empresas brasileiras enfrentavam dificuldades ao trabalhar com componentes sofisticados como chips e circuitos integrados, necessitando de adaptações ou da terceirização do serviço. Na esteira dessa necessidade, Daniel Dazcal, então vice-presidente da Sharp no Brasil, decide deixar o emprego que já possuía há uma década na empresa para atuar como consultor na área de eletrônicos. Durante os quatro meses em que trabalhou como autônomo, foi em busca de setores com pouca penetração de componentes eletrônicos para oferecer seus serviços. Nesse período, percebeu que uma categoria em especial ainda não havia incorporado a alta tecnologia: os brinquedos. A empresa que dominava o mercado, a Estrela, encerrou o ano de 1987 com mais de metade das vendas do setor em suas mãos e com um faturamento de 16 bilhões de cruzados (cerca de 1,5 bilhão de reais).
Em vez de oferecer seu expertise para a Estrela, Dazcal decidiu iniciar uma empreitada própria. Dessa forma, chamou o empresário Leo Kryss, da Evadin, para entrar no negócio e compor a empresa como diretor. Nos Estados Unidos, no início da década de 1980, os brinquedos eletrônicos mantinham uma participação de 10% a 15% nas vendas totais do setor. No Brasil, no entanto, as condições turbulentas da economia não favoreceram o sucesso desses produtos antes do surgimento da Tectoy.
O primeiro produto da empresa marcou também o início do relacionamento entre a Tectoy e a japonesa Sega: a pistola Zillion, lançada em maio de 1988, acabou tornando-se um sucesso de vendas, chegando a superar os números no Japão. A Sega fabricava o console Master System, que nos Estados Unidos teve sua distribuição confiada à Tonka, falhando em conquistar mercado devido à forte concorrência do NES, que era líder de vendas. Assim estavam relutantes em estabelecer parcerias com outras empresas para entrar em novos mercados, seja a Tectoy, que assim como a Tonka era uma fabricante de brinquedos e assim os japoneses temiam um tratamento similar aos que os norte-americanos deram à comercialização do Master System, seja da Gradiente, que tentou conquistar os japoneses depois de uma bem sucedida experiência fabricando e comercializando o Atari 2600 no Brasil através da Polyvox. Eventualmente, a Sega mudou de opinião e decidiu firmar a parceria com a Tectoy. Kryss ajudou a convencer a Sega declarando que como a Tec Toy não era um fabricante de eletrônicos como a Gradiente ou a Evadin (que trazia para o Brasil produtos da Mitsubishi), poderia priorizar os videogames.
Lançado oficialmente no país em setembro de 1989, o Master System atingiu um grande sucesso. Estimado para US$40 milhões, o faturamento da Tectoy em 1989 contabilizou 66 milhões de dólares, sendo que metade disso foi atribuído ao console da Sega. Em retrospecto, o êxito é atribuído aos fortes investimentos publicitários da empresa: a campanha de lançamento, que se estendeu até o Natal de 1989, custou 2 milhões de dólares. Um ano depois, no final de 1990, a base de Master System instalada no Brasil já contava com cerca de 280 mil unidades, e metade dos US$119 milhões que a empresa faturou no ano vinham da divisão de games. A empresa também trouxe para o País, o Hot Line, serviço telefônico com dicas para jogos. A Tectoy também criou um clube para sócios, o Master Clube, e apresentava o programete Master Dicas, nos intervalos da Sessão Aventura, da Rede Globo.
Pouco mais de um ano após o lançamento do Master System, a Tectoy trouxe oficialmente para o Brasil o seu sucessor, o Mega Drive, em dezembro de 1990. O portátil da Sega, Game Gear, também foi lançado, em agosto de 1991. Assim como o Master System, os dois produtos iniciaram suas vendas já sendo montados em Manaus, sendo que o Game Gear foi o primeiro console portátil fabricado no país. Ao final de 1990, os três consoles da Sega garantiam à Tec Toy 70% do mercado brasileiro. Em 1993, a Nintendo chega oficialmente ao Brasil através da Playtronic, uma parceria entre Gradiente e Estrela, que passaria a fabricar no país os consoles da empresa japonesa. Foi o primeiro concorrente oficial da Tectoy, que competia até então apenas com os clones de NES e com os equipamentos contrabandeados.
Em 26 de maio de 1994, o fundador da empresa, Daniel Dazcal, faleceu. Na presidência da Tectoy, foi substituído por Stefano Arnhold, em agosto do mesmo ano.
O próximo console da Sega, o Saturn, foi lançado pela Tectoy em 30 de agosto de 1995, a um preço inicial de 899,99 reais.
Com o aumento no número de usuários de internet comercial no Brasil, a Tectoy também investiu em acesso e conteúdo à rede, trazendo para o País uma versão nacional do provedor CompuServe, na época o segundo maior dos EUA em número de assinantes. São Paulo, Rio de Janeiro e Belo Horizonte foram as primeiras cidades a receber o serviço, que iniciou com 500 linhas à disposição dos assinantes. O serviço começou oficialmente em abril de 1997, e era parte de uma estratégia de diversificação dos interesses da Tectoy, que queria fugir da sazonalidade do mercado de brinquedos.

### 1997–2001: Queda nas vendas e concordata
Em 1997, a crise financeira iniciada nos países do sudeste asiático fez com que o Brasil fosse um dos afetados pela escassez de confiança de investidores externos nas economias emergentes, resultando numa fuga de dólares. Como resultado da turbulência econômica, em outubro do mesmo ano, o governo aumentou a taxa de juros para 43%, refreando o consumo e os investimentos. Com o aumento da inadimplência, muitas redes de lojas, como Mappin e Mesbla, entraram em concordata ou fecharam no país, reduzindo o número de distribuidores da Tectoy e não honrando suas dívidas com a empresa. O Clube de Compras Tec Toy, que fazia venda direta ao consumidor final, também ajudou a agravar a situação da companhia.
Além das dívidas, a conjuntura econômica provocou queda na venda de consoles e jogos eletrônicos em 1997 e, com isso, a Tectoy teve uma queda de 32% na receita operacional em relação ao ano anterior, caindo para 74,9 milhões de reais. A empresa já havia descumprido a meta de faturamento em 1996, quando esperava 140 milhões de reais em faturamento. O crescimento rápido da companhia, que a tornou dependente de injeções de capital e empréstimos de terceiros, também foi citado como um dos fatores agravantes.
A soma das dificuldades apresentadas pelo mercado fez com que a Tectoy anunciasse o pedido por concordata preventiva em 9 de dezembro de 1997. Na época, os motivos divulgados à imprensa foram a queda nas vendas, os juros e a impossibilidade de desconto das duplicatas.

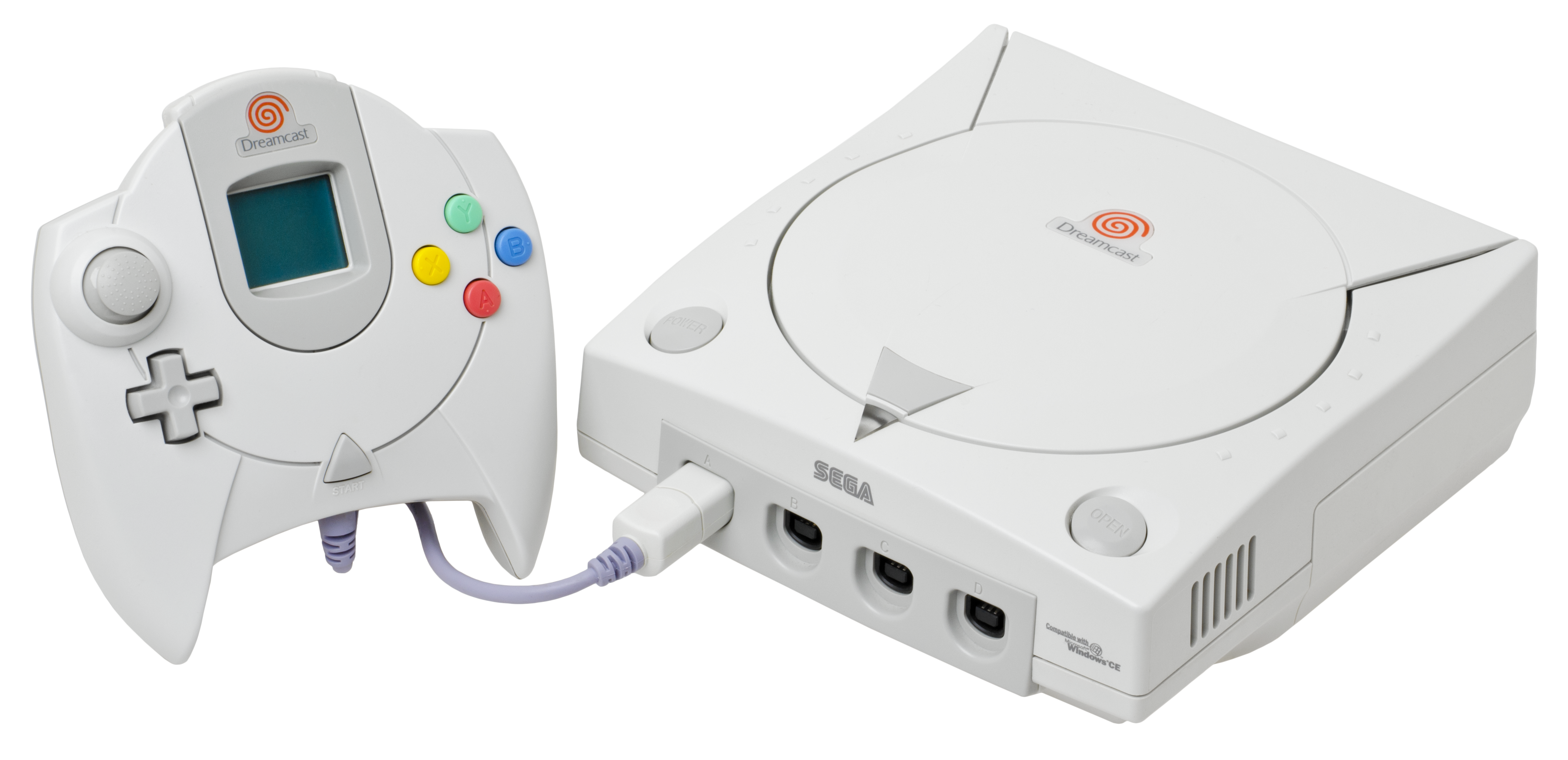
O Dreamcast, último console da Sega, foi lançado pela Tectoy em 1999, no final do período de concordata da empresa.

A concordata acabou fazendo com que vários negócios da Tectoy fossem reestruturados. Entre eles, o provedor de internet CompuServe Brasil, que havia inaugurado no ano anterior, foi encerrado em 25 de abril de 1998. Os assinantes tinham a opção de migrar para o concorrente Universo Online (UOL), que também possibilitou que se continuasse acessando os conteúdos da versão americana do serviço, através do pagamento de uma mensalidade adicional em dólares. Os endereços de e-mail @compuserve.com.br foram descontinuados. Na época, o ainda presidente Arnhold, da Tectoy, disse que, apesar de o mercado de internet ser "promissor", a empresa não havia atingido o número esperado de assinantes.
Stefano Arnhold saiu da gestão e foi para a presidência do conselho da empresa, indicando Lourival Kiçula, ex-presidente da Sanyo no Brasil, para administrar a Tectoy durante o período de concordata.
Entre as medidas tomadas para a redução de custos estavam a renegociação das dívidas da empresa com os credores, a mudança da fábrica, em Manaus, para instalações menores, a simplificação da cadeia de produção e o corte no número de empregados, de 1000 para 110. Em São Paulo, todos os colaboradores foram centralizados para apenas uma localidade. Com isso, a Tectoy conseguiu diminuir os custos anuais para 4 milhões de reais em 2001, metade do que gastava em 1997.
Em setembro de 1999, a empresa lançou no Brasil o console Dreamcast, da Sega, por 900 reais. Para cortar custos, a versão brasileira vinha sem jogo incluso e não era equipada com modem para conexão à Internet, que seria lançado meses depois, por 49,99 reais. Até julho de 2000, o Dreamcast vendeu cerca de 20 mil unidades no Brasil.
O processo de concordata foi encerrado em 4 de outubro de 2000.

### 2001–presente: Novo foco
Logo após o encerramento do período concordatório, a Tectoy anunciou um novo posicionamento. Deixaria de ser uma empresa simplesmente focada em brinquedos e jogos eletrônicos, e passaria a ser uma "companhia de entretenimento". O grande objetivo da mudança era a possibilidade de introduzir novas linhas de produtos, mais rentáveis e menos sazonais, como reprodutores de DVD e aparelhos de videokê. O logotipo da empresa também foi alterado pela primeira vez na sua história, refletindo o novo período da Tectoy.
Mesmo com o novo enfoque, uma das principais novidades da companhia foi o lançamento de uma parceria com o canal SBT, para a introdução de produtos baseados nos programas Show do Milhão e Qual É a Música?, para Mega Drive e CD-ROM, respectivamente. O primeiro ajudou a alavancar as vendas do console em 20%. Em janeiro de 2001, a Sega anunciou que estava saindo do mercado de consoles, focando-se apenas no desenvolvimento de jogos.
Em 2006, a Tectoy entrou no mercado de jogos para dispositivos móveis através da Tec Toy Mobile, em conjunto com a Level Up! Games, responsável por jogos como o MMORPG Ragnarök. A parceria entre as duas empresas foi desfeita no segundo semestre de 2010, quando a Tectoy vendeu sua participação.
Em maio de 2007, Fernando Fischer virou o presidente da empresa, com a promessa de reverter o prejuízo de 3 milhões de reais do ano anterior, e aumentar a receita de 45 milhões. Na mesma época, uma nova identidade visual foi implantada no seu material de comunicação, incluindo um novo logotipo e a mudança na grafia do nome, que passaria de "Tec Toy" para "Tectoy", formando uma única palavra. Para a nova fase, de "entretenimento digital", quatro avenidas de negócios foram priorizadas para o futuro: "games, DVDs, TV digital e cool toys".
Um dos primeiros novos produtos foi um receptor móvel para TV digital, MobTV, em dezembro de 2007. A empresa também começou a importar o Nabaztag, um eletrônico portátil em forma de coelho que reproduzia música e acessava informações via rede sem fio.

O console Zeebo, produzido pela Tectoy em parceria com a Qualcomm, lançado em 2009.

O ano de 2008 trouxe o anúncio de uma parceria entre a Tectoy e a Qualcomm. Conhecido através do codinome "Jeanie", o projeto foi derivado da sucursal Tectoy of America, aberta nos Estados Unidos em meados de 2007. Inicialmente, foi divulgado de que se tratava de "brinquedo digital" que conversaria com "diversas tecnologias existentes atualmente". A nova plataforma digital foi divulgada publicamente apenas no final do ano, quando a Tectoy anunciou o Zeebo, um novo console dedicado a mercados emergentes, sem mídia física e com preço reduzido para driblar a pirataria. O produto foi lançado em 25 de maio de 2009.
Em novembro de 2008, um incêndio atingiu a fábrica da Tectoy em Manaus. Apesar de ter se espalhado apenas na área administrativa e de expedição, o sinistro paralisou temporariamente as linhas de produção da empresa. Em fevereiro de 2009, lançou o primeiro reprodutor de Blu-ray fabricado no Brasil. Posteriormente, tanto o receptor de TV digital, como o Blu-ray, não foram bem sucedidos financeiramente.
Além do Zeebo, que acabara de ser lançado no mercado nacional, a Sony iniciava a venda oficial de seus consoles no Brasil, com ênfase inicial no PlayStation 2, vendido originalmente a 799 reais. Os principais concorrentes do console da Tectoy – Nintendo, Microsoft e Sony – desprezaram seu possível efeito sobre as vendas de seus produtos. O projeto, por sua vez, não teve boa receptividade pelos consumidores, vendendo muito abaixo do esperado pela Tectoy. O número final chegou a 30 mil unidades vendidas, quando a empresa esperava 600 mil. Fernando Fischer, presidente da companhia, chegou a declarar que a Tectoy já estaria operando com lucro se não tivesse investido e lançado o Zeebo. Diante desse cenário de perdas, o encerramento das vendas do console ocorreu em 2011. A rede de compra de jogos, ZeeboNet, foi desativada em 30 de setembro de 2011.
Por um período curto, iniciando em novembro de 2010, a Tectoy também produziu e comercializou televisores de tubo de 14 polegadas, com 12 jogos inclusos na memória, num período em que os fabricantes de LCD e plasma já representavam 70% da produção na Zona Franca de Manaus.

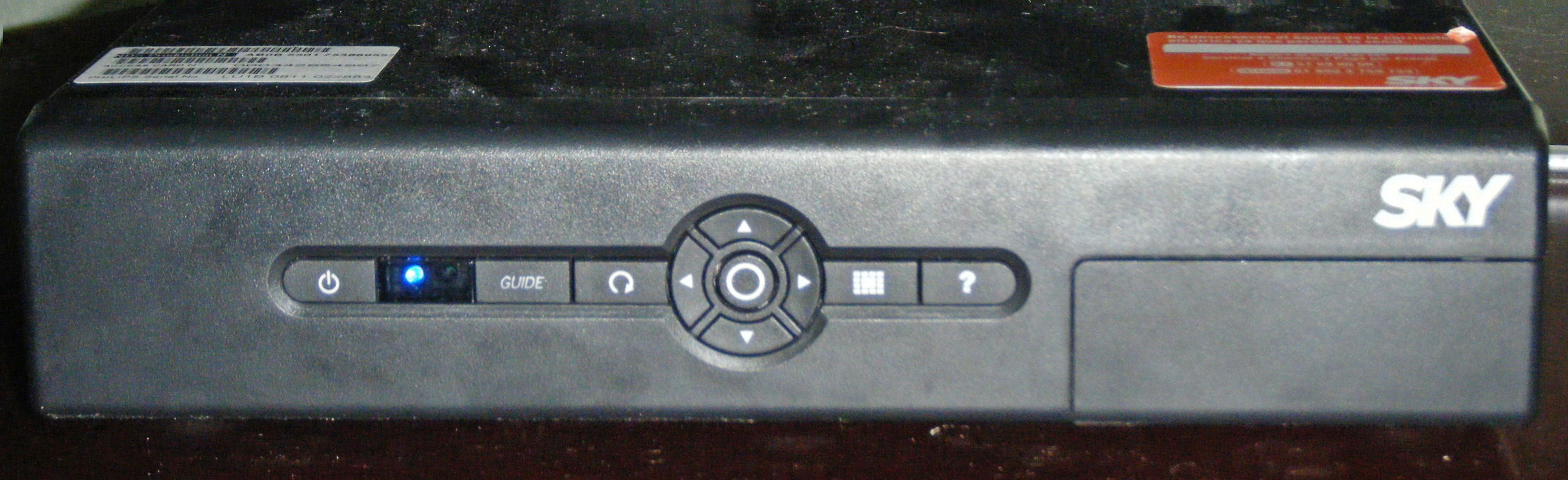
Set-top box da Sky, similar ao produzido pela Tectoy para a Humax.

Diante do sucesso obtido com a fabricação terceirizada de set-top boxes para a empresa sul-coreana Humax, que os produz para a Sky, os executivos da Tectoy enxergaram com entusiasmo a possibilidade de utilizar a fábrica da empresa em Manaus para produtos de terceiros, em especial aqueles que quisessem ingressar no mercado brasileiro sem investir em estrutura própria. O efetivo da fábrica subiu de 200 para 400 empregados. Apesar da parceria com a Humax, que se iniciou em 16 de dezembro de 2010, ter chegado a corresponder a 20% do faturamento e de haver expectativa em dobrar a produção, o contrato foi encerrado no segundo trimestre de 2013.
Na esteira do faturamento maior obtido no início de 2011, a Tectoy tentou realizar um leilão de ações preferenciais e ordinárias, mas não despertou interesse do mercado. A empresa tinha a expectativa de captar 9,6 milhões de reais com a operação. A Tectoy continuou investindo em novas categorias e licenciamentos. Os tablets tornaram-se parte importante do faturamento da empresa em 2013, responsáveis por 37% da receita entre janeiro e setembro, com a expectativa de ultrapassarem os reprodutores de DVD e tornarem-se sua principal categoria de produto. Em 2012, licenciou personagens da Disney para lançar o Magic Tablet no mercado. Em setembro de 2013, lançou um tablet dos desenhos infantis da Galinha Pintadinha. Entrou também no mercado de baby care, associando-se com a Fisher-Price em produtos como babás eletrônicas, e com a Disney em esterilizadores de escova de dente e umidificadores de ar.
As ações da companhia foram agrupadas em 2015, depois de passarem os anos anteriores sendo negociadas em centavos. A Tectoy foi forçada a realizar o procedimento após o cerco da BM&F Bovespa contra as penny stocks.
A empresa vem apostando na nostalgia para trazer de volta ao mercado consoles que eram vendidos na década de 1980 e 1990. Em março de 2017, a Tectoy lançou o Atari Flashback 7, uma versão do Atari 2600, com 101 jogos na memória, mas sem suporte a cartuchos. Na esteira do retrô, foi lançado em seguida o Mega Drive com entrada para cartão SD com jogos, o Master System e o Atari portátil.
Em 2024, a empresa anuncia a volta ao segmento dos jogos eletrônicos através do Console/PC portátil Zeenix.

## Produtos

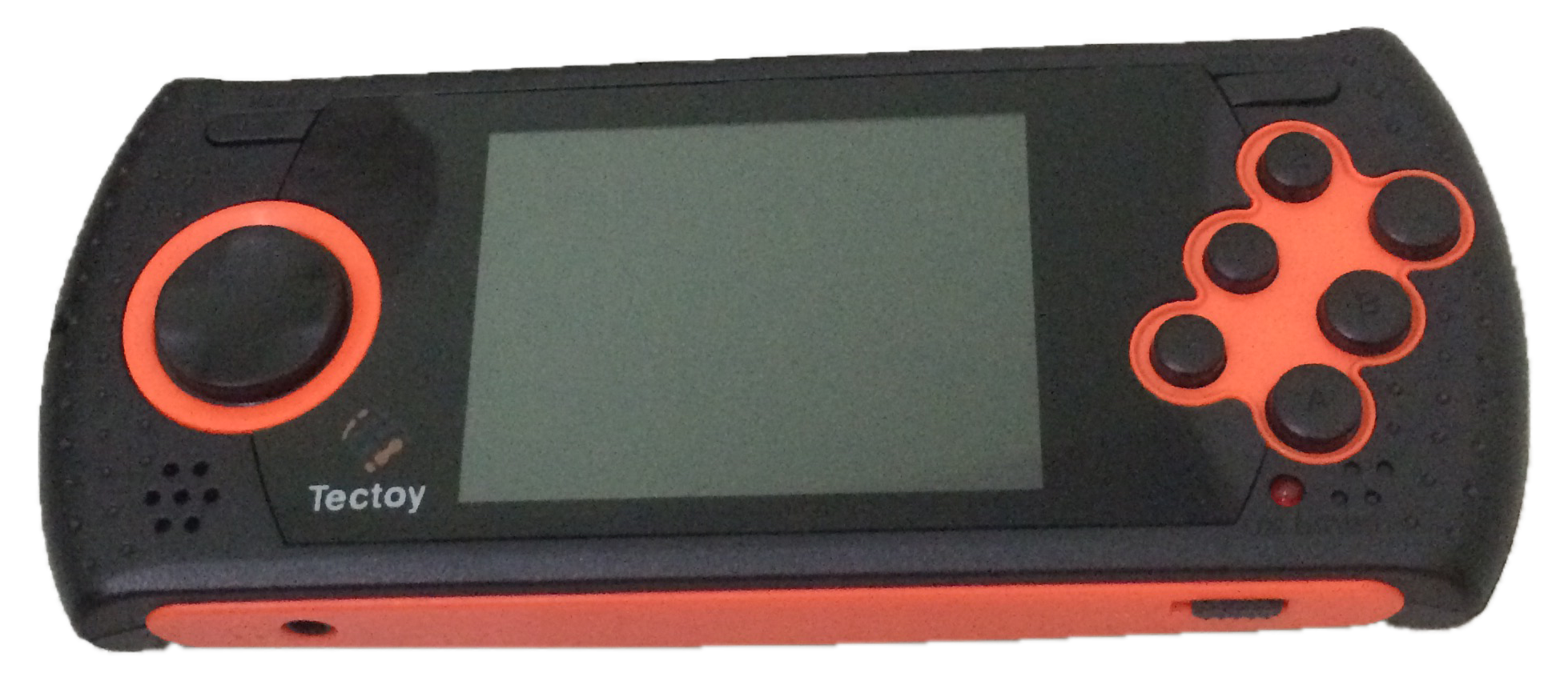
MD Play.

### Brinquedos eletrônicos
- Zillion: uma pistola de luz, foi o primeiro produto lançado pela Tectoy, em maio de 1988,[17] que foi um sucesso de vendas após a equipe de marketing da Tectoy convencer a Rede Globo a comprar os direitos e exibir o desenho animado em que o produto aparecia.[8] Era licenciado da divisão de brinquedos da Sega, e foi o responsável por iniciar o relacionamento entre as duas empresas.[8]
- Pense Bem: o brinquedo, lançado em 1988, consiste em um dispositivo que faz perguntas sobre vários temas, como história e geografia, e é capaz de realizar operações matemáticas básicas. Novas perguntas são adicionadas através de livros lançados separadamente.[65] Algumas versões do produto contam com personagens licenciados inclusos, como Turma da Mônica, TV Colosso, Sonic e Pato Donald.
- Teddy Ruxpin: lançado em novembro de 1988,[66] após fazer sucesso durante o período de festas de final de ano de 1985 nos Estados Unidos,[67] o urso de pelúcia tinha movimentos articulados e contava histórias. A Tectoy investiu 350 mil dólares na campanha de lançamento, com enfoque no aspecto educacional do produto.[66]
- Estrelinha Mágica: lançado em 1989, foi um brinquedo baseado na personagem homônima do filme Turma da Mônica e a Estrelinha Mágica. Feita de plástico rígido, cabia na palma da mão, piscava e cantava. A Tectoy comercializava o produto apenas como "★ Mágica", já que a fabricante Estrela tinha o direito exclusivo de uso da palavra "Estrela" (e suas variações) no ramo de brinquedos.[68] Foi um grande sucesso na década de 1980. O produto foi relançado em 2013, com modificações, pela Grow.[69]
- Mini Games Tectoy: entre 1990 e 1995, a empresa lançou diversos minigames (ou minijogos), muitos deles baseados em franquias conhecidas dos jogos eletrônicos e da televisão.[carece de fontes?]
- Mr. Show: Jogo eletrônico de perguntas e respostas simulando um programa de televisão com 4 jogos diferentes, sendo um boneco eletrônico de um apresentador de TV, que vinha acompanhado de um palco e de uma memória capaz de reproduzir até 700 palavras em português.[70] Lançado em dezembro de 1990, foi a versão nacional do Gus Glitz Mr Game $how, da Galoob, lançado em 1987 nos Estados Unidos.
- Sapo Xulé: lançado em 1993, foi um boneco de plástico de um sapo verde que usava um par de tênis. Ao remover o calçado, o brinquedo tinha uma palmilha com mau cheiro.[71]

### Jogos eletrônicos
Além de lançar no Brasil os jogos disponíveis no mercado internacional, a Tectoy teve a preocupação de realizar adaptações de títulos especialmente para o País. As mudanças eram concentradas em três frentes: traduções de jogos para a língua portuguesa, troca de sprites para substituir personagens de jogos por outros com mais identificação junto ao público brasileiro e portabilidade de jogos entre consoles, especialmente de plataformas mais recentes para mais antigas.
Tudo começou quando decidiram traduzir Phantasy Star, do Master System. Um dos programadores da empresa, Maurício Guerta, disse que a complexidade do processo, já que a Sega não entregou o código-fonte e assim tiveram que despejar os dados do cartucho no computador e de lá descobrir o que era código e o que era imagem, fez a companhia perceber que podia fazer adaptações visuais e também uma noção de como desenvolver jogos. Outras traduções incluíram Phantasy Star II, Phantasy Star III e Shining in the Darkness no Mega Drive, e Riven (que também contou com dublagem) no Saturn. Os jogos convertidos entre plataformas incluem títulos exclusivos do Game Gear, que passaram para o Master System, como Baku Baku Animal, Sonic Blast e Virtua Fighter Animation, entre outros.[carece de fontes?]
Modificou também alguns jogos para substituir os personagens para atender licenciamentos especiais. Entre esses, destacam-se Mônica no Castelo do Dragão (com a Turma da Mônica), baseado em Wonder Boy in Monster Land, e Chapolim x Drácula – Um Duelo Assustador, versão de Ghost House, estrelado por Chapolin Colorado.
A Tectoy também foi responsável pelo desenvolvimento completo de jogos, como Férias Frustradas do Pica-Pau e Show do Milhão para Mega Drive, além de portar Street Fighter II e Duke Nukem 3D para o Master System e Mega Drive, respectivamente.
Sob o selo Tec Toy Multimedia, distribuiu, durante parte da década de 1990, jogos para PC no mercado brasileiro, dentre eles Blade Runner e StarCraft, além de games da Sega, como Daytona USA.
Em julho de 2005, é estabelecida a divisão Tectoy Mobile, destinada à publicação de jogos para celulares. A empresa também desenvolve jogos utilizando, sob licença, franquias como Sonic, Indiana Jones e Double Dragon, através da Tectoy Digital, sediada na cidade de Campinas. Em 2009, lança para celular Chiaroscuro: O Jogo, baseado no álbum homônimo da cantora Pitty, o primeiro jogo brasileiro baseado numa obra musical.